# 9. Königlich Bayerische Reserve-Infanterie-Brigade
Die 9. Reserve-Infanterie-Brigade war ein Großverband der Bayerischen Armee.

## Geschichte
Die Brigade wurde zu Beginn des Ersten Weltkrieges im Rahmen der 6. Armee an der Westfront eingesetzt. Sie war der 5. Reserve-Division unterstellt und führte ab April 1915 die Bezeichnung 11. Reserve-Infanterie-Brigade.

## Gliederung vom 2. August 1914
- Reserve-Infanterie-Regiment 6
- Reserve-Infanterie-Regiment 7

## Kommandeure
| Dienstgrad      | Name           | Datum                          |
| --------------- | -------------- | ------------------------------ |
| Generalleutnant | Friedrich Hurt | 2. August bis 8. Oktober 1914  |
| Generalmajor    | Hugo Huller    | 8. Oktober 1914 bis April 1915 |